# Дім великої матусі 2
«Будинок великої матусі 2» (англ. Big Momma's House 2) — американська кримінальна комедія 2006 року, продовження фільму «Будинок великої матусі» (2000). У 2011 році вийшла третя частина — «Великі матусі: Син як батько».

## Сюжет
Агент ФБР Малкольм Тернер вирішує відійти від справ, щоб більше часу проводити з вагітною дружиною, але дізнається, що його колишній напарник був убитий імовірно одним з людей бізнесмена Тома Фуллера, якого ФБР підозрює у виготовленні вірусу для терористів. Малкольм вирішує закінчити справу свого колеги, для чого знову вдягає «костюм» Великої Матусі і влаштовується в будинок Фуллера працювати нянею.

## У ролях
- Мартін Ловренс — Малкольм Тернер
- Ніа Лонг
- Захарі Леві
- Марк Мозес
- Емілі Проктер
- Кет Деннінгз
- Хлоя Морец
- Марісоль Ніколс
- Кевін Дюранд
- Вільям Регсдейл